# 貝雷濟納 (日托米爾州)
50°17′8″N 28°50′50″E / 50.28556°N 28.84722°E

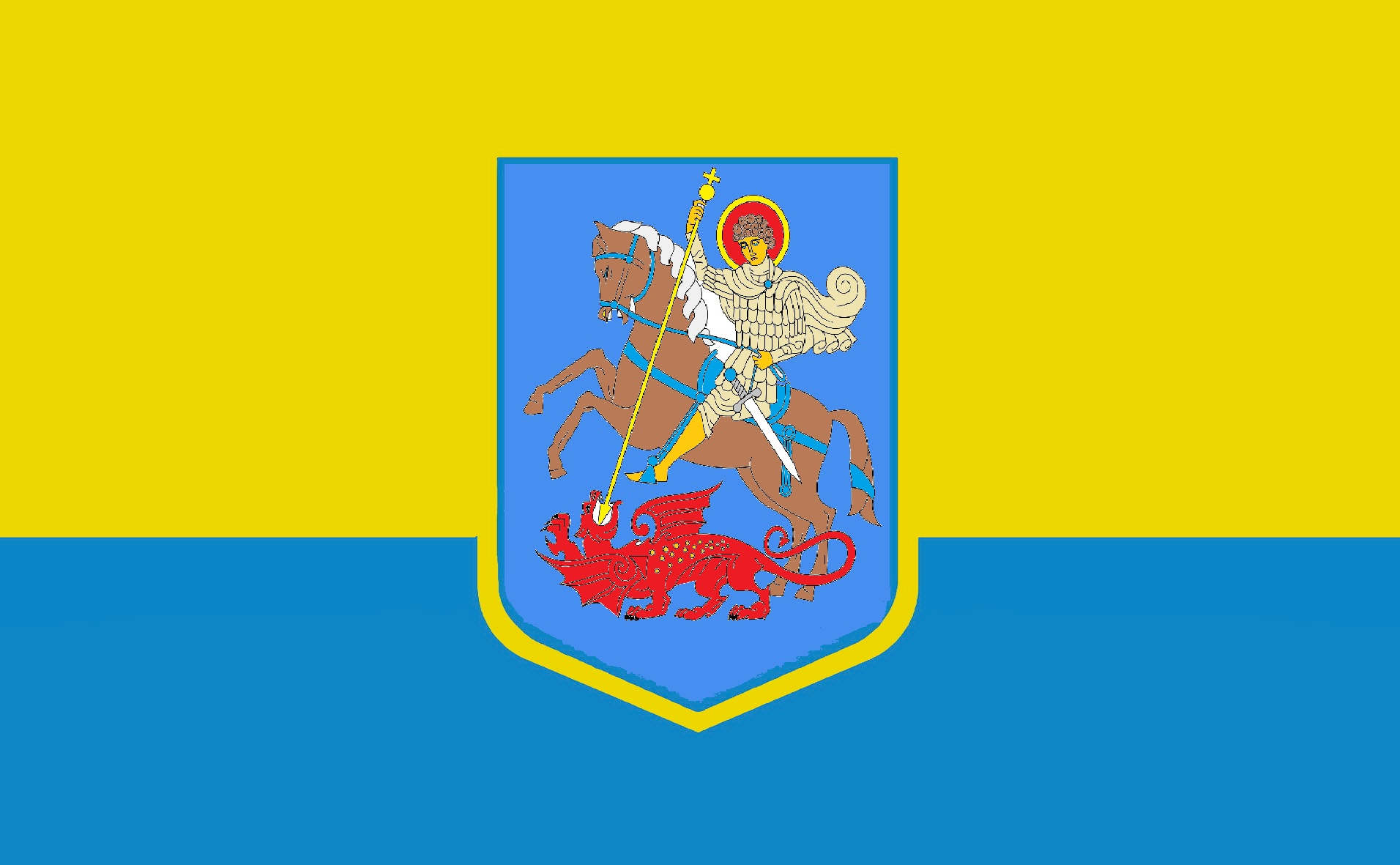
村旗

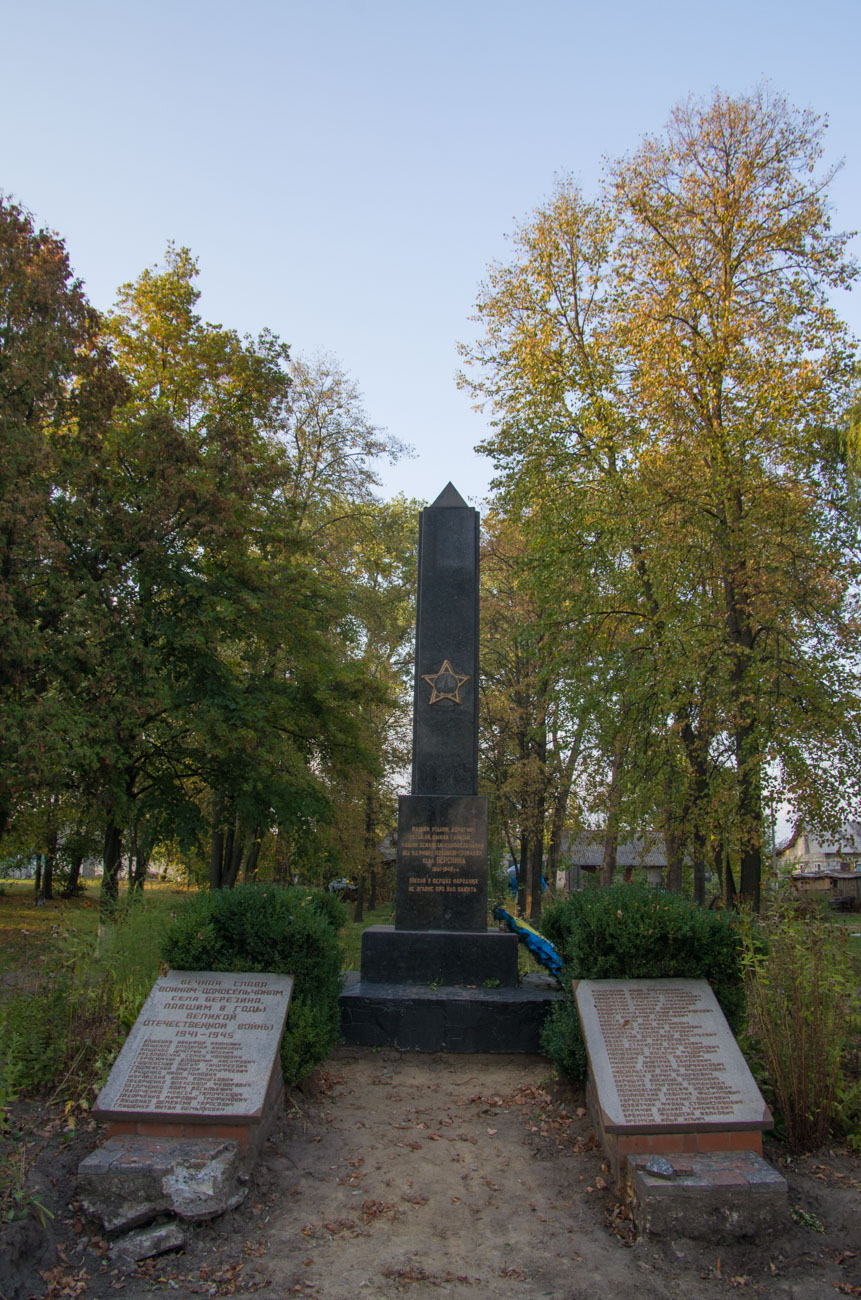
貝雷濟納光榮紀念碑

貝雷濟納（羅馬化：Berezyna）是烏克蘭北部日托米爾州村落，由日托米爾區負責管轄，距離日托米爾12公里，始建於1954年，面積1.15平方公里，海拔高度198米，2001年人口509。